# Goodnight City
Goodnight City è il quarto album in studio della cantautrice canadese-statunitense Martha Wainwright, pubblicato nel 2016.

## Tracce
Tutte le tracce sono state scritte da Martha Wainwright, eccetto dove indicato.
1. Around the Bend
2. Franci
3. Traveller
4. Look into My Eyes (Lily Lanken, Anna McGarrigle, Martha Wainwright)
5. Before the Children Came Along
6. Window
7. Piano Music (Thomas Bartlett, Michael Ondaatje)
8. Alexandria (Beth Orton)
9. So Down
10. One of Us (Glen Hansard, Martha Wainwright)
11. Take the Reins (Merrill Garbus)
12. Francis (Rufus Wainwright)